# Komórka prozenchymatyczna
Komórka prozenchymatyczna – komórka, której jedna z osi jest dłuższa od innych, przez co ma kształt wydłużony – walcowaty, elipsoidalny lub wrzecionowaty. Komórki prozenchymatyczne wyróżniane są u roślin, u których kształt dojrzałych komórek jest stały ze względu na obecność sztywnej ściany komórkowej. Długość komórek prozenchymatycznych może przekraczać 500 μm, czasem sięgając kilku cm. Najdłuższe komórki roślinne osiągające do kilku m długości tworzą rurki mleczne.